# Coudray, Eure
 Coudray  là một xã thuộc tỉnh Eure trong vùng Normandie miền bắc nước Pháp.